# Benoît Fourneyron

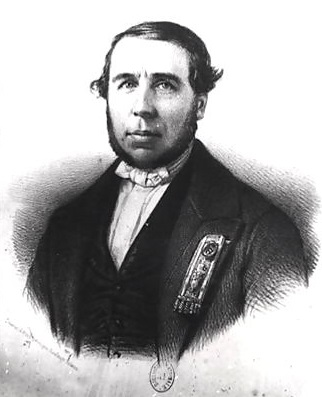
Benoît Fourneyron

Benoît Fourneyron (Saint-Étienne, 31 oktober 1802 - Parijs, 31 juli 1867) was een Frans wetenschapper en uitvinder van de turbine.

## Leven en werk
Fourneyron was de zoon van een landmeter. Op school, het Collège de Saint-Étienne, werd zijn wetenschappelijk talet opgemerkt. Hij studeerde nog voor hij vijftien was geworden op de pas geopende mijnschool in zijn woonplaats Saint-Étienne (École nationale supérieure des mines de Saint-Étienne). Nadat hij in 1816 afstudeerde werkte hij vier jaar in de mijnen en de metaalindustrie.

### Uitvinder van de turbine
In deze tijd werkten veel Franse ingenieurs, waaronder ook enkele van Fourneyrons vroegere onderwijzers, aan de toepassing van wiskundige technieken en de moderne wetenschappen op het aloude mechanisme van het waterrad. Vier eeuwen lang werd het waterrad gebruikt om de energie van waterstroming om te zetten in mechanisch vermogen, meestal voor het malen van graan. Maar de nieuwe machines ontwikkeld tijdens de Industriële revolutie verlangden meer vermogen en vanaf 1820 ontstond er een enorme belangstelling voor een meer efficiënt gebruik van het waterrad.

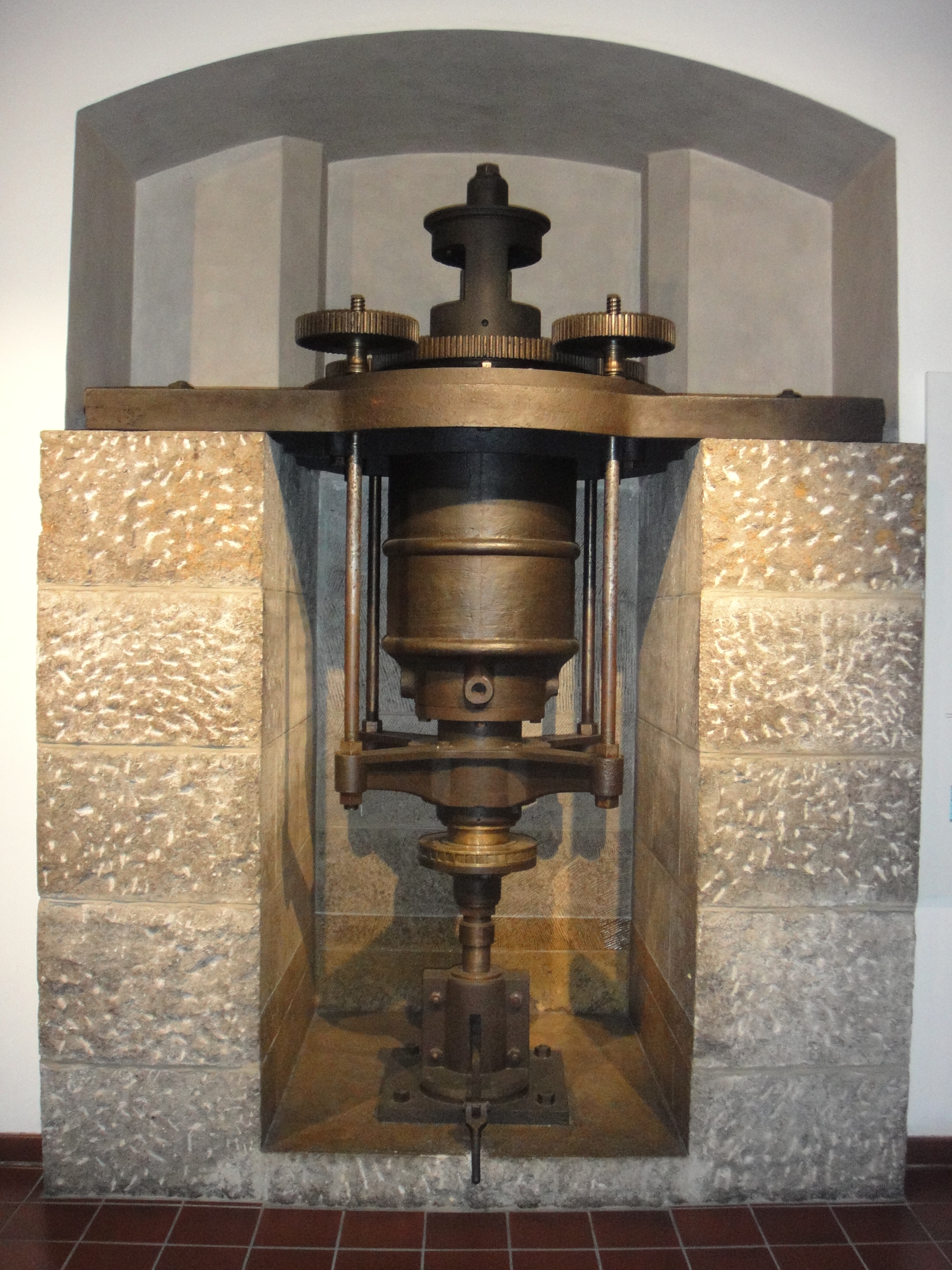
Fourneyron-Turbine in het Deutsches Museum in München

In 1827, op 25-jarige leeftijd, bouwde Fourneyron, gebruikmakend van een van de oude experimenten van zijn vroegere leraar Claude Burdin, het prototype van een waterrad, turbine genaamd (de term turbine is afgeleid van het Latijnse woord voor een draaitol). In Fourneyrons ontwerp was het rad horizontaal geplaatst, dit in afwijking het traditioneel verticaal geplaatste waterrad. Deze 6-pk turbine had twee sets bladen, gebogen in tegenovergestelde richting, om zo veel mogelijk vermogen te genereren van de waterstroming.
Tijdens de volgende jaren bouwde Fourneyron steeds grotere en betere turbines, hierbij lering trekkend van zijn fouten bij ieder nieuw model. In 1832 patenteerde hij een verbeterd ontwerp dat bestond uit een drievoudige turbine-installatie. Rond 1837 had hij een 60-pk-turbine ontwikkeld die in staat was om een onwaarschijnlijk aantal van 2300 omwentelingen per minuut te maken. Het turbinerad van dit model had een diameter van maar 300 mm, woog slechts 18 kg en had een rendement van 80%.
Binnen enkele jaren gebruikten honderden fabrieken in Frankrijk de turbine van het Fourneyron-type. Ook andere landen ontdekten het ontwerp en gebruikten het om hun industriële machines aan te drijven. Fourneyron bouwde zelf meer dan duizend waterturbines. Hij overleed in 1867 op 64-jarige leeftijd als de "vader van de turbine". Binnen dertig jaar na zijn dood werden waterturbines gebruikt voor het opwekken van elektriciteit, hetgeen tegenwoordig nog steeds het geval is. Een van de bekendste toepassingen is in 1895 bij het Amerikaanse deel van de Niagarawatervallen, waar de turbines werden ingezet voor opwekking van elektrische stroom.

### Politiek
Fourneyron was een gematigd republikein en een aanhanger van Louis Eugène Cavaignac. Hij verwelkomde de Februarirevolutie van 1848. Hij was op dat moment officier in de nationale garde in Parijs. Hij werd bij de verkiezingen van april 1848 verkozen in de Assemblée constituante. Hij stelde zich opnieuw kandidaat bij de verkiezingen van 1852 en van 1863, maar hij raakte niet meer verkozen.

## Eerbewijzen
In 1835 won Fourneyron een geldprijs van 6.000 frank van de Académie des sciences. Hij won een gouden medaille op de Exposition industrielle van 1839. In 1855 ontving hij een eremedaille op Exposition industrielle en werd opgenomen in het Legioen van Eer.
In Saint-Étienne is een plein naar hem genoemd en in verschillende Franse steden (Parijs, Carcassonne, Liévin) dragen straten zijn naam.
- Bibliothèque nationale de France: cb104694200 (data)
- Gemeinsame Normdatei: 117528420
- International Standard Name Identifier: 0000 0000 1027 8680
- Base Léonore: LH//1014/22
- Système universitaire de documentation: 16617792X
- Virtual International Authority File: 56599234
- WorldCat: E39PBJrrrxDqWQJ6pP9xrKQ8YP